# 地球の太陽面通過 (天王星)
天王星における地球の太陽面通過（ちきゅうのたいようめんつうか）とは、天王星と太陽のちょうど間に地球が入り、太陽面を通過する天文現象である。

## 概要
天王星で地球の太陽面通過が起こるのは、紀元前125000年から125000年の25万年間で29404回である。前回は1988年6月20日、次回は2024年11月17日に起こる。なお、次回の地球の太陽面通過時、月は太陽面通過を起こさない。
天王星における地球の太陽面通過は、約31.5年と約36.5年という太陽面通過を起こさない期間を挟み、約31.5年の期間の後は約8年間、約36.5年の期間の後は約9年間、約1年間の期間を置いて連続発生する。すなわち、約8年の期間は8回連続、約9年の期間は9回連続で約1年毎に太陽面通過が発生する。直近の数千年間では、約8年の期間では5月と6月、約9年の期間では11月と12月のみに発生する。この期間は少しずつ遅くなっているが、極めてゆっくりである。例えば、上記の月以外が発生するのは、3710年1月1日が最初である。また、8567年1月2日からは上記の月では全く起こらなくなり、1月と7月にしか発生しなくなる。

## 太陽面通過の起こる日
地球の太陽面通過は数が多いので、直近の未来に起こる太陽面通過のみを記す。日付は最大食の日付(UTC)。
| 年月日         | 最大食 |
| -------------- | ------ |
| 2024年11月17日 | 02:09  |
| 2025年11月21日 | 12:00  |
| 2026年11月25日 | 22:04  |
| 2027年11月30日 | 09:07  |
| 2028年12月3日  | 20:09  |
| 2029年12月8日  | 07:55  |
| 2030年12月12日 | 20:09  |
| 2031年12月17日 | 08:52  |
| 2032年12月20日 | 22:33  |

## 月の太陽面通過
地球の衛星である月は、地球とあまり離れていない距離にあるため、地球の太陽面通過が起こる時には、月の太陽面通過も同時に起こっている場合がほとんどである。しかし稀ではあるが、地球のみ、あるいは月のみが太陽面通過を起こし、もう片方が太陽面通過を起こさない場合がある。地球のみ太陽面通過が起こったのは、前回は1949年12月25日、次回は2024年11月17日である。月のみ太陽面通過が起こったのは、前回は1940年11月16日、次回は2408年6月25日である。

## 同時太陽面通過
- 地球の太陽面通過および月の太陽面通過が、水星の太陽面通過と同時に起こることはあるが、極めて稀である。前回は紀元前38547年4月11日、次回は5337年6月11日である。
  - 紀元前87302年2月17日と紀元前83735年9月12日の太陽面通過はさらに稀な現象として、水星と地球のみが太陽面通過を起こし、月は太陽面通過を起こさない。
  - 紀元前40645年4月7日と71438年8月26日の太陽面通過はさらに稀な現象として、水星と月のみが太陽面通過を起こし、地球は太陽面通過を起こさない。
- 地球の太陽面通過および月の太陽面通過が、金星の太陽面通過と同時に起こることはあるが、極めて稀である。前回は紀元前1626年5月16日、次回は39038年11月1日である。
  - 紀元前86716年2月12日の太陽面通過はさらに稀な現象として、金星と地球のみが太陽面通過を起こし、月は太陽面通過を起こさない。
  - 73910年3月5日の太陽面通過はさらに稀な現象として、金星と月のみが太陽面通過を起こし、地球は太陽面通過を起こさない。